# Andohariana
Andohariana é uma comuna de Madagascar, pertencente ao distrito de Andramasina, na região de Analamanga. Sua população, segundo o censo de 2001, era de 3 610 habitantes.